# 希贤 (主教)
希賢（：1875年8月13日—1944年12月10日），是天主教義大利籍主教及方濟會會士。曾任中國漢口宗座代牧區宗座代牧（1927年-1944年）。

## 生平
希賢出生於1875年8月13日，在意大利王國阿斯科利皮切諾省的市鎮蒙特普蘭多內。1898年2月20日，他22歲時在方濟會晉鐸，且被派遣到中國山西傳教。
1910年2月15日，希賢34歲獲時任教宗庇護十世任命為山西北境宗座代牧區宗座代牧，領銜雅法教區主教，同年5月15日由鳳朝瑞晉牧。1916年7月7日，改任為陝西中境宗座代牧區宗座代牧，同12月8日到任。1924年12月3日，陝西中境宗座代牧區易名為西安府宗座代牧區，希賢主教繼續留任。
1925年7月起，兼任湖北漢口宗座代牧區宗座署理。1927年1月26日，被正式任命為漢口宗座代牧區宗座代牧，次年正式就任。希賢主教就任後，成立了漢口兩湖總修院、上智中學（即今武漢市第六中學）和柏泉方濟各初學院。
第二次世界大戰期間，漢口被日軍佔領，後交由汪精衛政權控制，希賢主教留守宗座代牧區。1944年12月，美國陸軍航空軍對汪精衛政權控制的漢口進行戰略轟炸。同月10日在漢口大空襲中，美軍誤炸漢口聖若瑟主教座堂，希賢主教被當場炸死，享年69歲。